# Национални природњачки музеј Малте
Национални природњачки музеј (малт. Mużew Nazzjonali tal-Istorja Naturali) је природњачки музеј у средњовековном граду Мдина, на Малти. Музеј је отворен за јавност 1973. године, а њиме управља Национална агенција баштине Малте.   

## Историја
Музеј је смештен је у Палати Вилхена, француској барокној палати коју је 1726. године обновио велики мајстор Антонио Маноел де Вилхена, а по нацрту Чарлса Франсоаза де Мондиона. Палата Вилхена је такође служила као привремена болница за време избијања колере 1837, као санаторијум за британске трупе 1860, и као болница за оболеле од туберкулозе почетком двадесетог века. Палата је редизајнирана у барокном стилу, заменивши оригиналну зграду средњовековног универзитета. Током бомбардовања за време Другог светског рата, зграда је претрпела извесна оштећења. 
Пре претходног постојања званичних музеја, разни појединци имали су своје приватне колекције. Прва документована збирка антиквитета, која је обухватала једну грану необрађеног корала и једну кљову малог слона, припадала је Ђованију Франческу Абели, који је пописао локалну флору и фауну. Каноник Ђовани П. Фраческо Агиус де Солданис, био је познат по својој палеонтолошкој збирци. Пре данашњег музеја, одељење музеја имало је одсек за природну историју и кристалографску збирку. Нажалост, многе збирке уништене су током Другог светског рата, а Природњачки одсек је разматран тек 1963. године, када је одлучено да се постави садашњи музеј. Складиштене колекције почеле су да се износе после више година, а пошто услови складиштења нису били прикладни, многи примерци су постали неупотребљиви у научне сврхе. Хари Микалеф био је кустос између 1966-1970, а његова главна одговорност била је постављање новог музеја у Вилхена Палати. 

## Колекције музеја
Музеј посетиоцу пружа преглед малтешких екосистема (на земљи и под водом), са нагласком на ендемске биљке и птице острва, као што су биљка малтешки кентаур (Cheirolophus crassifolius)  и птица плави кос (Monticola solitarius). 
У дворанама палате приказана је геологија Малте кроз пет главних слојева, као и палеонтологија, углавном фосилни остаци терцијарног и квартарног периода. Постоји део посвећен гмизавцима, а укључује неколико локалних и егзотичних врста гуштера, змија и корњача. Интересантне су различите расе ендемског малтешког зидног гуштера.
Посебан део музеја је посвећен морским екосистемима, затим орнитологији, где су приказана станишта локалних птица, птичја јаја из целе Европе, информације о различитим навикама птица и др., а богат је и део посвећен инсектима.
Поред збирки, у оквиру музеја је и библиотека са више од 4000 наслова из природних наука, као и публикација из 18. и 19. века.

## Камен са Месеца (Аполо 17)
У уторак, 18. маја 2004. године, из музеја је украден камен са Месеца који је донео Аполо 17. Према причи Асошијетед Преса месечев камен има вредност од 5 милиона долара (САД), што ову крађу чини једном од највећих крађа у историји Малте. Месечев камен није пронађен.